# Kværs Kirke
Kværs kirke i landsbyen Kværs otte kilometer vest for Gråsten er en kirke fra omkring år 1150-1200. Den består af et romansk kor og skib samt to tilbygninger fra nyere tid, et gravkapel og et våbenhus på nordsiden af henholdsvis kor og skib. Kirken ligger på en høj banke i den sydlige del af byen. Kirken står hvidkalket med røde tegltage.
Sidebygningen på korets nordside, er opført som åben begravelse for Ladegårds ejere. Igennem bygningen har der været adgang til to herskabsstole i koret, en på gulvet og en i pulpiturhøjde.
Klokkehuset er fritstående og opført i 1815. Hovedformen med de indad hældende vægge, det åbne klokkekammer, det store, understøttende tagfremspring og pyramidetaget med vejrhaneen er en traditionspræget og måske en arv fra forgængeren. Selve konstruktionen, herunder den sideværts afstivning af de otte højstolper, er derimod noget anderledes end i de ældre, Sønderjylland|sønderjyske klokkehuse. På den sengotiske klokke fra 1422 finder man et primitivt relief, der forestiller helgenskikkelsen Skt. Hjælper.
Kirkegården ligger rundt om kirken, og skråner ned fra denne. Kirkegården er omkranset af gamle lindetræer og tjørnehække på kampestensdiger. På kirkegården er der mindesten over 37 sogneboere der faldt i krigen 1914-18.
En figur af Johannes Døberen er et yngre gotisk billedskærerarbejde fra midten af 1300-tallet.
Alterbordet er fra 1924, altertavlen er fra 1840 og efterligner en sengotisk fløjtavle. Fløjmalerierne viser bønnen i Gethsemane og Jesu opstandelse, og det midterste felt korsnedtagelsen.
Prædikestolen er fra begyndelsen af 1600 tallet, ændret i 1804. den træfarvede stol, der hviler på murrester fra den gamle triumfmur, har af oprindelige dele bevaret de smalle frisefelters skriftkartourelieffer.
Den romanske døbefont af granit er fra omkring 1813. Den pyramidestubformede fod har foroven en rundstav afbrudt af hjørnehoveder, skaftet har en midt vulst og kummen har bladranker over en arkaderække. I 1859 restaureres kirken og får nyt inventar, bl.a. en ny døbefont af træ. Den gamle bliver solgt til en landmand, som bruger den som vandtrug til sine heste. I 1902 køber bymuseet i Flensborg døbefonten og udstiller den. I 1995, 75-året for folkeafstemningen og Genforeningen i 1920 træffer bymuseet i Flensborg og museet på Sønderborg Slot en aftale om gensidig deponeringer af museumsgenstande. Døbefonten hører blandt disse genstande. Og derfor kunne et længe næret ønske fra Kværs menighed imødekommes, om at få den gamle døbefont genopstillet i Kværs kirke.
Orgelet er leveret i 1891 af Marcussen og Sohn, Åbenrå, fornyet efter 1911 af L. Zachariassen, Apenrade, med ni stemmer, to manualer og pedal. Ifølge indberetningen 1910 fandtes da et simpelt orgel med udsavede vinger, fra ca. 1750, muligvis et ældre orgelhus, der anvendtes til det nye orgel fra 1891. Et harmonium anskaffedes 1866, som er fornyet efter 1911.
- Fra nordvest
- Fra sydøst
- Klokkehuset
- Klokkerne
- Mindesten for sognets faldne i 1. verdenskrig